# بوکسهولم (آیووا)
بوکسهولم (به انگلیسی: Boxholm) شهری در ایالت آیووا کشور ایالات متحده آمریکا است که جمعیت آن در سرشماری سال ۲۰۱۰ میلادی، ۱۹۵ نفر بوده‌است.